# Frank Haffey
Frank Haffey (Glasgow, 28 de noviembre de 1938) fue un portero del Celtic F.C. y de la selección nacional de Escocia.

## Carrera
Haffey es recordado por ser uno de los mejores y más excéntrico portero. Haffey hizo un total de 201 apariciones en el Celtic, ganó 61 partidos y dos copas de Escocia.
Haffey está mayoritariamente asociado a la derrota de Escocia frente a Inglaterra, que perdió por 9-3 en Wembley en 1961, y eso que le anularon un gol a Inglaterra. A raíz de esto, cuando un aficionado escocés le preguntó la hora a uno inglés, le dijo: Casi pasan de los diez; en inglés: Nearly ten past Haffey o Haffey past nine.
Después de romperse el tobillo en la Copa de Glasgow frente al Partick Thistle Football Club en noviembre de 1963, acabó rotundamente su carrera en el Celtic. Abandonó la selección y su equipo un mes más tarde, en octubre de 1963, para jugar para el Swindon Town Football Club.
Tiempo después Haffey se mudó a Australia, donde después de una corta carrera como futbolista fundó por su cuenta una oficina de entrenamiento para los cantantes de cabaret.